# شينيتشيرو تاكاهاشي
شينيتشيرو تاكاهاشي (باليابانية: 高橋 真一郎) (27 أكتوبر 1957 في هيروشيما في اليابان – )؛ هو لاعب كرة قدم ياباني سابق كان يلعب كمهاجم.

## وصلات خارجية
- شينيتشيرو تاكاهاشي على موقع رابطة كرة القدم اليابانية للمحترفين (اليابانية)
- شينيتشيرو تاكاهاشي على موقع قاعدة بيانات كرة القدم.إي يو (الإنجليزية)
- شينيتشيرو تاكاهاشي على موقع Soccerway.com (الإنجليزية)
- شينيتشيرو تاكاهاشي على موقع عالم كرة القدم.نت (الإنجليزية)